# Lekkoatletyka na Letnich Igrzyskach Olimpijskich 1992 – bieg na 10 000 m mężczyzn
Bieg na 10 000 metrów mężczyzn podczas XXV Letnich Igrzysk Olimpijskich w Barcelonie rozegrano 31 lipca (eliminacje) i 3 sierpnia 1992 (finał) na Estadi Olímpic de Montjuïc. Zwycięzcą został reprezentant Maroka Chalid Skah.
Finałowy bieg przerodził się w pojedynek Skaha z Richardem Chelimo z Kenii. Na trzy okrążenia przed końcem inny zawodnik marokański Hammu Butajjib, gdy był dublowany na 3. okrążenia przez metą, pozostał z nimi przez następne półtora okrążenia przeszkadzając Chelimo. Ostatecznie nie ukończył biegu. Na ostatnim okrążeniu Skah zachował więcej sił i zwyciężył Chelimo o 1 sekundę. Został zdyskwalifikowany przez IAAF za otrzymanie niedozwolonej pomocy, ale po proteście delegacji marokańskiej dyskwalifikację anulowano i Skah został ogłoszony zwycięzcą. Podczas dekoracji został wygwizdany, a Chelimo otrzymał owację na stojąco.

## Rekordy

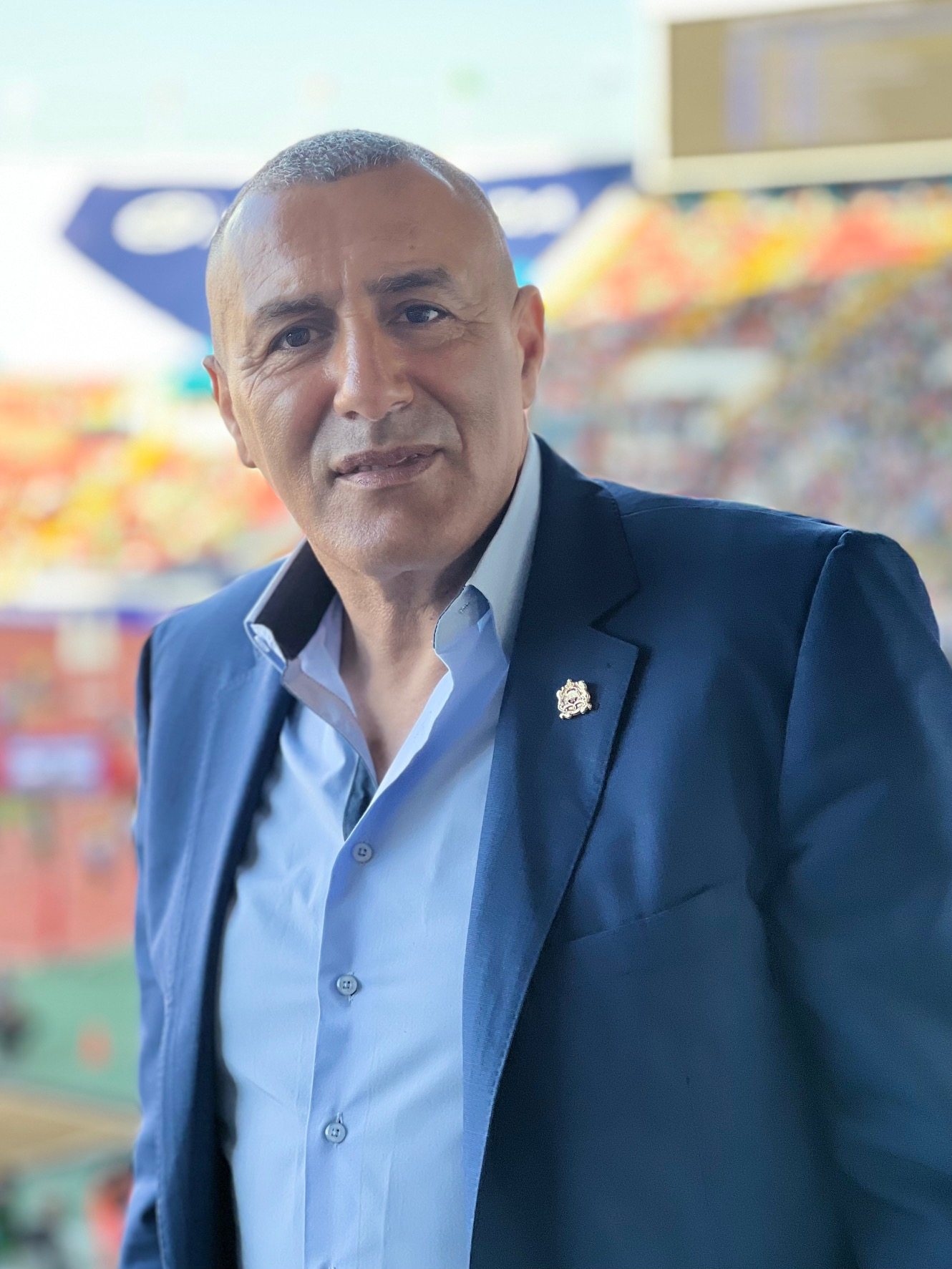
Chalid Skah

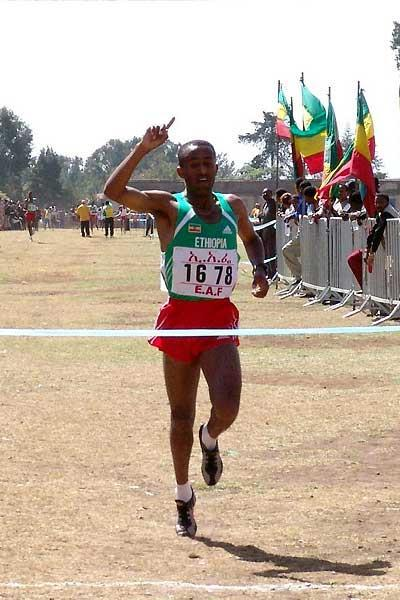
Addis Abebe

|                   | Zawodnik         | Narodowość | Czas     | Data                  | Miejsce      |
| ----------------- | ---------------- | ---------- | -------- | --------------------- | ------------ |
| Rekord świata     | Arturo Barrios   | Meksyk     | 27:08,23 | 18 lipca 1989(dts)    | Berlin Zach. |
| Rekord olimpijski | Ibrahim Butajjib | Maroko     | 27:21,46 | 26 września 1988(dts) | Seul         |

## Wyniki
| Poz. - pozycja |
| – rekord świata \| – rekord krajowy \| – rekord życiowy \| = – wyrównany rekord życiowy \| · – najlepszy wynik w sezonie \| = – wyrównany najlepszy wynik w sezonie \| – rekord olimpijski |
| Fn – falstart \| DNF – nie ukończył \| DNS – nie wystartował \| DSQ – zdyskwalifikowany |

### Eliminacje
Rozegrano dwa biegi eliminacyjne. Do finału awansowało po siedmiu najlepszych zawodników z każdego biegu (Q) oraz sześciu z najlepszymi czasami spośród pozostałych (q).

#### Bieg 1
| Poz. | Zawodnik                 | Narodowość        | Rezultat | Uwagi |
| ---- | ------------------------ | ----------------- | -------- | ----- |
| 1    | William Koech            | Kenia             | 28:06,86 | Q     |
| 2    | Germán Silva             | Meksyk            | 28:13,92 | Q     |
| 3    | Paul Evans               | Wielka Brytania   | 28:15,70 | Q     |
| 4    | Addis Abebe              | Etiopia           | 28:15,76 | Q     |
| 5    | Richard Chelimo          | Kenia             | 28:16,39 | Q     |
| 6    | Chalid Skah              | Maroko            | 28:18,48 | Q     |
| 7    | Salvatore Antibo         | Włochy            | 28:18,28 | Q     |
| 8    | John Halvorsen           | Norwegia          | 28:21,57 | q     |
| 9    | Zoltán Káldy             | Węgry             | 28:21,96 | q     |
| 10   | Armando Quintanilla      | Meksyk            | 28:23,76 | q     |
| 11   | Haruo Urata              | Japonia           | 28:24,08 | q     |
| 12   | Oleg Striżakow           | WNP               | 28:35,97 |       |
| 13   | Steve Plasencia          | Stany Zjednoczone | 28:45,59 |       |
| 14   | Stéphane Franke          | Niemcy            | 28:52,83 |       |
| 15   | Carlos de la Torre       | Hiszpania         | 28:55,47 |       |
| 16   | Sean Dollman             | Irlandia          | 28:55,77 |       |
| 17   | Paul Williams            | Kanada            | 29:01,69 |       |
| 18   | Tendai Chimusasa         | Zimbabwe          | 29:17,26 |       |
| 19   | Juan José Castillo       | Peru              | 30:04,60 |       |
| 20   | Miguel Vargas            | Kostaryka         | 30:13,06 |       |
| 21   | Patrick Rama             | Lesotho           | 30:21,69 |       |
| 22   | Awad Al-Hasini           | Jordania          | 30:43,19 |       |
| –    | Thierry Pantel           | Francja           | DNF      |       |
| –    | Risto Ulmala             | Finlandia         | DNF      |       |
| –    | Alejandro Gómez          | Hiszpania         | DNF      |       |
| –    | Abdullah Al-Dosari       | Bahrajn           | DNF      |       |
| –    | Domingos Castro          | Portugalia        | DNF      |       |
| –    | Sid’Ahmed Ould Mohamedou | Mauretania        | DNF      |       |

#### Bieg 2
| Poz. | Zawodnik                | Narodowość                           | Rezultat | Uwagi |
| ---- | ----------------------- | ------------------------------------ | -------- | ----- |
| 1    | Fita Bayisa             | Etiopia                              | 28:23,55 | Q     |
| 2    | Moses Tanui             | Kenia                                | 28:24,07 | Q     |
| 3    | Richard Nerurkar        | Wielka Brytania                      | 28:24,35 | Q     |
| 4    | Hammu Butajjib          | Maroko                               | 28:25,73 | Q     |
| 5    | Todd Williams           | Stany Zjednoczone                    | 28:26,32 | Q     |
| 6    | Arturo Barrios          | Meksyk                               | 28:28,26 | Q     |
| 7    | Xolile Yawa             | Południowa Afryka                    | 28:28,78 | Q     |
| 8    | Antonio Silio           | Argentyna                            | 28:31,02 | q     |
| 9    | Antonio Martins Bordelo | Francja                              | 28:35,13 | q     |
| 10   | Francesco Bennici       | Włochy                               | 28:45,62 |       |
| 11   | José Carlos Adán        | Hiszpania                            | 28:50,38 |       |
| 12   | Mathias Ntawulikura     | Rwanda                               | 28:51,79 |       |
| 13   | Aaron Ramirez           | Stany Zjednoczone                    | 29:00,12 |       |
| 14   | Sakae Osaki             | Japonia                              | 29:20,01 |       |
| 15   | Fernando Couto          | Portugalia                           | 29:20,06 |       |
| 16   | Carsten Eich            | Niemcy                               | 29:22,19 |       |
| 17   | Noel Berkeley           | Irlandia                             | 29:23,58 |       |
| 18   | Vincent Rousseau        | Belgia                               | 29:25,68 |       |
| 19   | Eamonn Martin           | Wielka Brytania                      | 29:35,65 |       |
| 20   | Isaac Simelane          | Suazi                                | 29:48,49 |       |
| 21   | ohn Mwathiwa            | Malawi                               | 29:54,26 |       |
| 22   | Herder Vázquez          | Kolumbia                             | 30:07,55 |       |
| 23   | Edy Punina              | Ekwador                              | 30:19,76 |       |
| 24   | Policarpio Calizaya     | Boliwia                              | 30:27,01 |       |
| 25   | Omar Daher Gadid        | Dżibuti                              | 30:32,89 |       |
| 26   | Khalid Al-Estashi       | Jemen                                | 30:49,58 |       |
| 27   | Marlon Williams         | Wyspy Dziewicze Stanów Zjednoczonych | 31:22,13 |       |
| 28   | Bineshwar Prasad        | Fidżi                                | 31:46,19 |       |

### Finał
| Poz. | Zawodnik                | Narodowość        | Rezultat |
| ---- | ----------------------- | ----------------- | -------- |
| 1    | Chalid Skah             | Maroko            | 27:46,70 |
| 2    | Richard Chelimo         | Kenia             | 27:47,72 |
| 3    | Addis Abebe             | Etiopia           | 28:00,07 |
| 4    | Salvatore Antibo        | Włochy            | 28:11,39 |
| 5    | Arturo Barrios          | Meksyk            | 28:17,79 |
| 6    | Germán Silva            | Meksyk            | 28:20,19 |
| 7    | William Koech           | Kenia             | 28:25,18 |
| 8    | Moses Tanui             | Kenia             | 28:27,11 |
| 9    | Fita Bayisa             | Etiopia           | 28:27,68 |
| 10   | Todd Williams           | Stany Zjednoczone | 28:29,38 |
| 11   | Paul Evans              | Wielka Brytania   | 28:29,83 |
| 12   | Zoltán Káldy            | Węgry             | 28:34,21 |
| 13   | Xolile Yawa             | Południowa Afryka | 28:37,18 |
| 14   | Haruo Urata             | Japonia           | 28:37,61 |
| 15   | Antonio Martins Bordelo | Francja           | 28:47,66 |
| 16   | Armando Quintanilla     | Meksyk            | 28:48,05 |
| 17   | Richard Nerurkar        | Wielka Brytania   | 28:48,48 |
| 18   | Antonio Silio           | Argentyna         | 28:55,20 |
| 19   | John Halvorsen          | Norwegia          | 29:53,91 |
| –    | Hammu Butajjib          | Maroko            | DNF      |